# Héroïne (film, 2012)
Pour plus de détails, voir Fiche technique et Distribution.
Héroïne est un film indien réalisé par Madhur Bhandarkar, sorti le 21 septembre 2012, avec en vedette Kareena Kapoor entourée d'Arjun Rampal, Randeep Hooda et Divya Dutta.

## Synopsis
Mahi Arora (Kareena Kapoor) est une star de cinéma au sommet de sa carrière. Elle semble tout avoir pour réussir et être heureuse mais en réalité, elle se sent profondément seule, peu sûre d'elle et souffre d'épisodes dépressifs. Elle met tout en jeu, sa vie et son métier, pour vivre le grand amour avec Aryan Khanna (Arjun Rampal). C'est alors que commence sa chute.

## Fiche technique
- Titre : Héroïne
- Titre original en hindi : नायिका
- Réalisateur : Madhur Bhandarkar
- Scénario : Niranjan Iyengar
- Musique : Salim-Sulaiman
- Parolier : Tanuj Tiku
- Chorégraphie : Ganesh Acharya
- Photographie : Jignesh Panchal
- Montage : Devendra Murdeshwar
- Maquillage : Hans Pompy et Ritesh Naik
- Costume : Manish Malhotra
- Effet visuel : Sameer Pandit
- Production : UTV Motion Pictures et Bhandarkar Divertissement
- Langue : hindi
- Pays d'origine : Inde
- Format : couleurs
- Genre : film dramatique
- Durée : 148 minutes
- Dates de sortie en salles :
  -  Koweït : 20 septembre 2012
  -  Inde, etc. : 21 septembre 2012

## Distribution
- Kareena Kapoor : Mahi Arora
- Arjun Rampal : Aryan Khanna
- Randeep Hooda : Angad Paul
- Divya Dutta : Pallavi Narayan
- Shahana Goswami : Promita
- Mugdha Godse : Rhea Mehra
- Lillete Dubey : Mère de mahi
- Ranvir Shorey : Tapanda (Dada)
- Pallavi Sharda : Gayatri
- Sanjay Suri : Abbas Khan

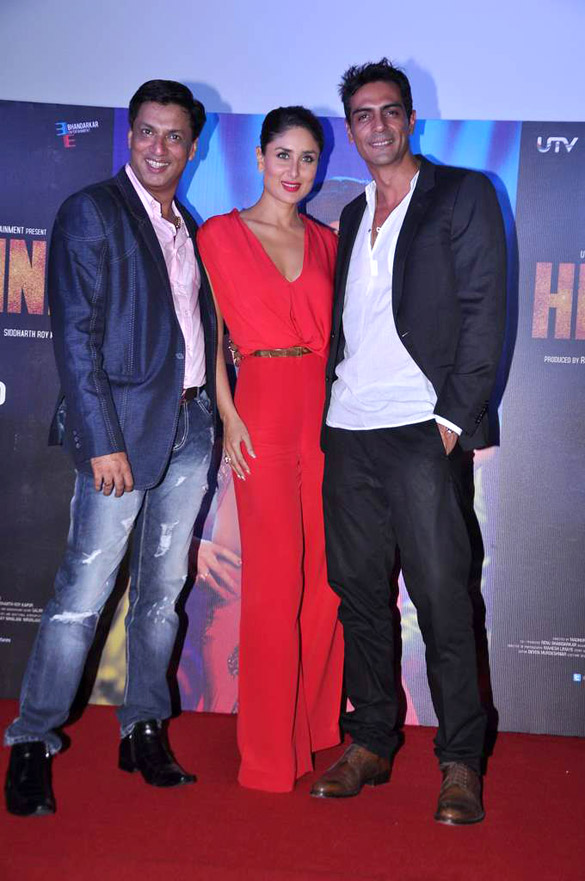
Madhur Bhandarkar, Kareena Kapoor et Arjun Rampal à l'avant-première de la bande-annonce dHéroïne.

- Shilpi Sharma : Isha Khanna (épouse de Aryan Khanna)
- Avec la participation spéciale de Helen

## Musique
La musique du film a été composée par Salim-Sulaiman.
| Chanson           | Chanteurs                   | Durée | Notes |
| ----------------- | --------------------------- | ----- | ----- |
| Halkat Jawani     | Sunidhi Chauhan             | 4:00  |       |
| Tujhpe Fida       | Benny Dayal, Shradha Pandit | 5:00  |       |
| Khwahishein       | Shreya Ghoshal              | 3:59  |       |
| Saiyaan           | Rahat Fateh Ali Khan        | 3:32  |       |
| Main Heroine Hoon | Aditi Singh Sharma          | 3:30  |       |

## Réception

### Box-office
Le film obtient une très bonne ouverture à la billetterie, il rapporte 80 000 000 roupies lors de son premier jour d'exploitation en Inde et 140 000 dollars à Dubaï, un record pour un film centré sur un personnage féminin. Cependant la fréquentation chute dès la deuxième semaine et la rentabilité du film est jugée à peine suffisante par Boxofficeindia.com.
- Première semaine : 320 870 000 roupies[4].
- Deuxième semaine : 30 600 000 roupies[4].
- Troisième semaine : 270 530 roupies[4].
- Quatrième semaine : 100 090 roupies[4].
- Cinquième semaine : 46 000 roupies[4].
- Inde : 351 886 620 roupies.
- Outre mers :77 000 000 roupies[5].
- mondial : 428 886 620 roupies.

### Critique
Le film a reçu des critiques modérées. Le Time of India encense l’interprétation de Kareena Kapoor : « Kareena est la grâce salvatrice de ce film, elle allie et interprète parfaitement une diva et une femme fragile. ». Taran Adarsh de Bollywood Hungama note : « Héroïne est le film de Kareena sans aucun doute, elle nous offre une performance exceptionnelle qui mérite une pléiade de récompenses. ». Malgré la performance de Kareena Kapoor, la plupart des critiques n'apprécient pas le film et on peut lire sur Rediff.com : « le film n'a absolument rien de novateur. ».